# The Guy for This
«The Guy for This» es el tercer episodio de la quinta temporada de la serie de televisión estadounidense de AMC Better Call Saul, la serie derivada de Breaking Bad. El episodio, escrito por Ann Cherkis y dirigido por Michael Morris, se emitió el 2 de marzo de 2020 en AMC en Estados Unidos. Fuera de Estados Unidos, se estrenó en el servicio de streaming Netflix en varios países.
El episodio se centra en que Jimmy McGill (Bob Odenkirk) se ve obligado a usar su personalidad jurídica «Saul Goodman» para arreglar la liberación de Domingo Molina (Max Arciniega) de la prisión a petición de Lalo Salamanca (Tony Dalton), mientras que Kim Wexler (Rhea Seehorn) es sacada de su trabajo de defensa pública pro bono con un cliente obstinado para tratar con el banco Mesa Verde. El episodio presenta la aparición como invitado de la estrella de Breaking Bad Dean Norris repitiendo su papel como el agente de la DEA Hank Schrader, junto con Steven Michael Quezada como el compañero de Hank, Steven Gómez. El showrunner Peter Gould trajo de vuelta el personaje Hank para ayudar a impulsar la transformación de Jimmy en Saul.
El episodio fue bien recibido por los críticos.

## Trama
Nacho lleva a un Jimmy nervioso a Lalo, que conoce la reputación de Jimmy por su primo Tuco. Lalo quiere que Jimmy saque a Domingo de la cárcel dándole a la DEA información sobre las entregas de Gus. Jimmy cita a Lalo lo que Jimmy cree que es una tarifa exorbitante, y se sorprende cuando Lalo paga fácilmente por adelantado y en efectivo. Le dice a Kim que tuvo un buen día financieramente, pero no revela ningún detalle.
Mike se emborracha en el bar que una vez visitó con Werner, y exige que el cantinero retire una postal de la Ópera de Sídney, que le recuerda a Werner porque sabe que su padre trabajó en ella. De camino a casa, una banda de matones intenta robar a Mike, pero él le rompe el brazo al líder y se va tranquilamente.
El padre de Nacho, Manuel, lo visita en su casa y revela que alguien se ha ofrecido a comprar su tienda de tapicería por mucho más de lo que vale. Manuel acusa a Nacho de organizar el trato para ayudar a Manuel a mantenerse alejado del negocio de drogas. Se niega a aceptar y dice que no va a huir. Le dice que si está en problemas, entonces debe decidir por sí mismo si huir o entregarse a la policía.
Jimmy se reúne con Domingo en la cárcel y le explica el plan de Lalo. Cuando los agentes de la DEA Hank Schrader y Steven Gómez llegan para entrevistar a Domingo, Jimmy interviene como el abogado de Domingo, Saul Goodman, arreglando que Domingo sea liberado y protegido como informante confidencial a cambio de los lugares de entrega de Gus. Jimmy informa de los resultados de la interacción a Lalo, que se alegra, mientras que Nacho advierte a Jimmy de que una vez que empiece a trabajar para traficantes de drogas como los Salmanca, no hay vuelta atrás: «Cuando estás dentro, estás dentro». Esa noche, Nacho le informa a Gus sobre la liberación de Domingo y le explica el plan de Lalo para los puntos de entrega. Un infeliz Gus decide mantener los puntos, porque de lo contrario le revelaría a Lalo que alguien está proporcionando información privilegiada sobre los Salamanca. Gus está visiblemente frustrado y enojado porque dejar que la policía encuentre las entregas le costará al menos medio millón de dólares.
Kim tiene un día completo de casos pro bono, pero Rich exige que se ocupe de los asuntos de Mesa Verde. El propietario de una casa en Tucumcari, Everett Acker, se niega a dejar la propiedad arrendada al banco para que este pueda comenzar la construcción de un nuevo centro de llamadas. Cuando Acker rechaza un compromiso e insulta a Kim, ella discute con él y dice que no tiene otra opción. Paige y los representantes del banco están contentos con su acercamiento duro, pero Kim está preocupada. En su camino a casa, se da la vuelta y regresa a Tucumcari. Se acerca a Acker con compasión, intenta convencerlo de que se mude y se ofrece a ayudarlo ella misma. Acker rechaza su oferta, y le dice que dirá lo que sea necesario para conseguir lo que quiere. Kim desahoga sus frustraciones con Jimmy tirando botellas de cerveza desde su balcón.

## Producción

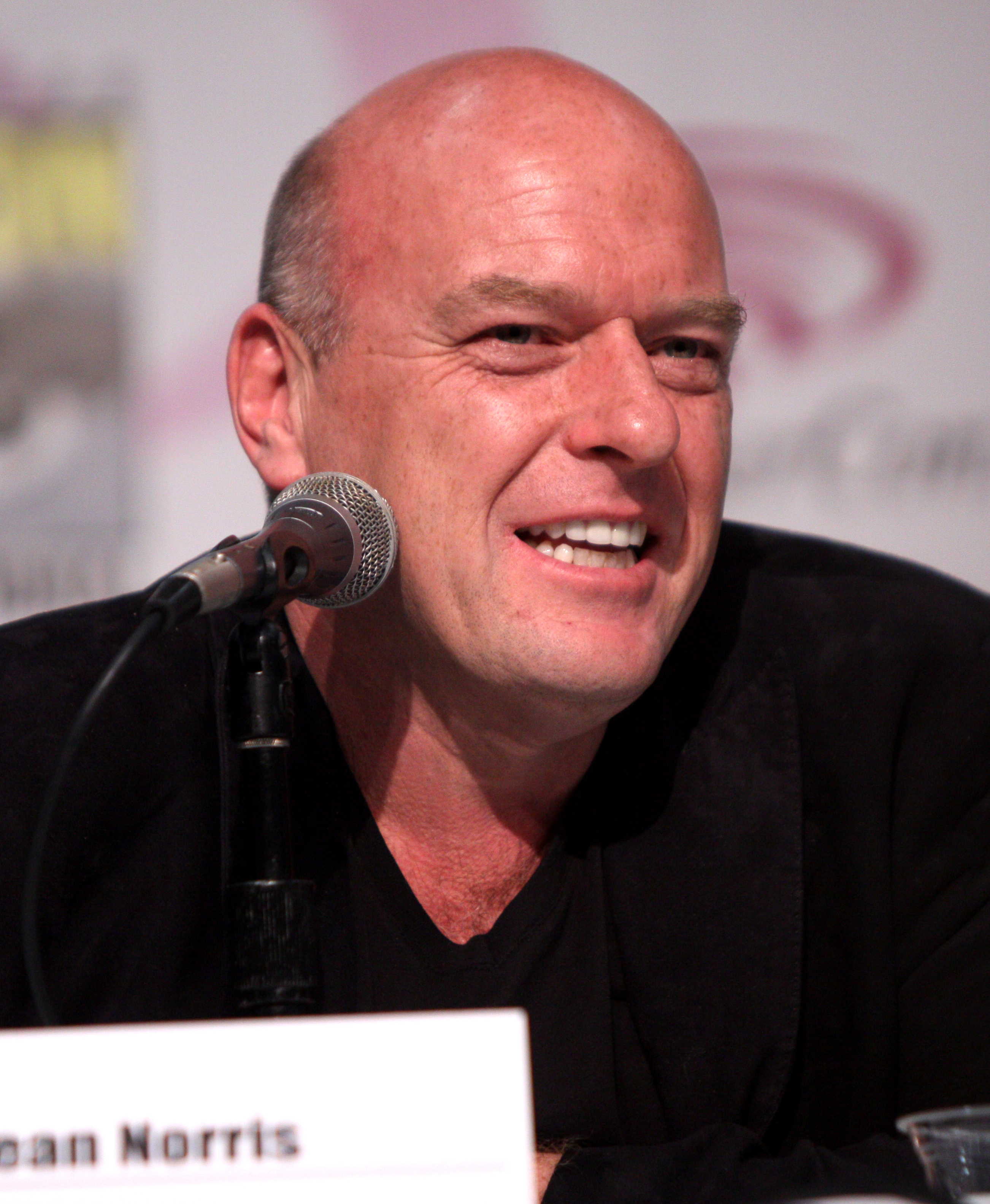
Dean Norris repite su papel de Hank Schrader de Breaking Bad.

Este episodio muestra la aparición de Dean Norris, repitiendo su papel de Breaking Bad, como el agente de la DEA Hank Schrader, junto con Steven Michael Quezada repitiendo el papel del compañero de Hank, Steven Gómez; Norris es el primero de los actores principales acreditados a lo largo de todo Breaking Bad en aparecer en Better Call Saul. Cuando Better Call Saul estaba en desarrollo, Norris no estaba disponible debido a que protagonizaba Under the Dome, pero expresó su interés en volver. Norris dijo que él y el showrunner Peter Gould habían hablado muchas veces antes de traer a Hank al programa, aunque Norris le dijo a Gould, «No dejes que sea un regreso inútil, solo para decir que él está allí». Norris dijo que Gould quería que Hank volviera para tener algo que ver con la transformación de Jimmy McGill en Saul Goodman para que la aparición de Hank no fuera inútil. El propio Gould habló de la necesidad de tener «algunas personas de la ley muy inteligentes que sean dignos oponentes» para Jimmy que lo empujaran a usar la personalidad de Saul Goodman aún más profundamente sin reconocer necesariamente todas las consecuencias de esas acciones, y por lo tanto donde tuviera sentido traer a Norris para que hiciera de Hank. A Norris le resultó fácil volver a entrar en personaje, en particular como la versión de Hank anterior a su trastorno de estrés postraumático por matar a Tuco en «Grilled», así como actuar junto a Quezada, de quien sigue siendo amigo desde sus días en Breaking Bad.
El episodio se abre y se cierra con escenas en las que una masa de hormigas pululan sobre un cucurucho de helado que Jimmy dejó caer cuando lo recogió Nacho. Las tomas se hicieron con unas dos mil hormigas cosechadoras rojas vivas, recogidas y devueltas a la naturaleza por el entrenador de animales Jules Sylvester. Utilizaron una sustancia parecida al helado que no era tóxica para las hormigas, pero que las atraía a pulular por ella para conseguir las tomas que querían.

## Recepción

### Audiencias
Al emitirse, el episodio recibió 1,18 millones de espectadores en Estados Unidos, y una audiencia de 0,3 millones entre adultos de 18 a 49 años. Teniendo en cuenta la audiencia Live+7, el episodio tuvo un total de 2,63 millones de espectadores en Estados Unidos y 0,7 millones entre adultos de 18 a 49 años.

### Respuesta crítica
«The Guy for This» recibió la aclamación de la crítica. En Rotten Tomatoes obtuvo una tasa de aprobación del 100%, basándose en 14 reseñas con una calificación media de 8,3/10. El consenso de la crítica dice: «Better Call Saul regala a los espectadores un trozo de bienvenida de Hank Schrader en un capítulo por otra parte ominoso que ilustra cómo las fuerzas de la oscuridad se encierran alrededor de Jimmy y Kim como hormigas en un helado».